# Asociación Bidó de Nou Barris
La Asociación Bidó de Nou Barris es una entidad española sin ánimo de lucro, fundada en Barcelona en 1999, que gestiona el Ateneu Popular de Nou Barris o Ateneu Popular 9Barris, un centro cultural público dedicado a promover la creación y producción de espectáculos circenses multidisciplinares. Recibió el Premio Nacional de Circo de España en 2019.

## Trayectoria
La Asociación Bidó de Nou Barris se creó para gestionar el Ateneu Popular 9Barris, que, mediante una iniciativa ciudadana, estableció en un centro cultural público, un espacio dedicado al circo con el objetivo de promover la creación y producción de espectáculos circenses multidisciplinares, que sirvieran de agentes de transformación social. El Ateneu Popular 9Barris surgió de una ocupación ciudadana que se produjo en 1977 en una antigua fábrica de asfalto ubicada en los barrios de Roquetas y La Trinitat Nova del distrito barcelonés de Nou Barris, con el propósito de contribuir con la transformación social a través de la cultura.
La asociación se encarga, desde 1999, de la gestión económica con una perspectiva social, solidaria y comunitaria, bajo la fórmula legal de gestión ciudadana de equipamientos públicos, acordada con el Ayuntamiento de Barcelona. Los beneficios generados por sus actividades se destinan al proyecto del Ateneo. Promueve la participación ciudadana, la dinamización cultural y la promoción artística y se ha convertido en uno de los centros circenses de referencia en Cataluña.
Impulsa desde 1996 el Circ d’Hivern (en español, Circo de Invierno), un proyecto anual de producción artística que fomenta la creación de compañías estables profesionales de circo contemporáneo, con un espectáculo de sala que permite además, realizar giras fuera de Cataluña. También coordina talleres y proyectos comunitarios como Generació Zirc, una formación gratuita para jóvenes a partir de 12 años.

## Premios y reconocimientos
- 2006 - Premio Nacional de Circo de Cataluña, por el espectáculo Rodó.[9][10][11][12]
- 2019 - Premio Nacional de Circo, otorgado por el Ministerio de Cultura de España, por "su capacidad para generar proyectos de creación, producción y formación artística en las artes circenses estrechamente vinculados y comprometidos con la realidad social y ciudadana" y por “su larga trayectoria en favor del proyecto Circ d’Hivern”.[13][14]